# جو توماس (ممثل)
جو توماس (بالإنجليزية: Joe Thomas)‏ هو ممثل بريطاني، ولد في 1983 بتشيلمسفورد في المملكة المتحدة.

## وصلات خارجية
- جو توماس على موقع IMDb (الإنجليزية)
- جو توماس على موقع روتن توميتوز (الإنجليزية)
- جو توماس على موقع ألو سيني (الفرنسية)
- جو توماس على موقع ميوزك برينز (الإنجليزية)
- جو توماس على موقع أول موفي (الإنجليزية)
- جو توماس على موقع قاعدة بيانات الفيلم (الإنجليزية)